# Kodeks z Aleppo

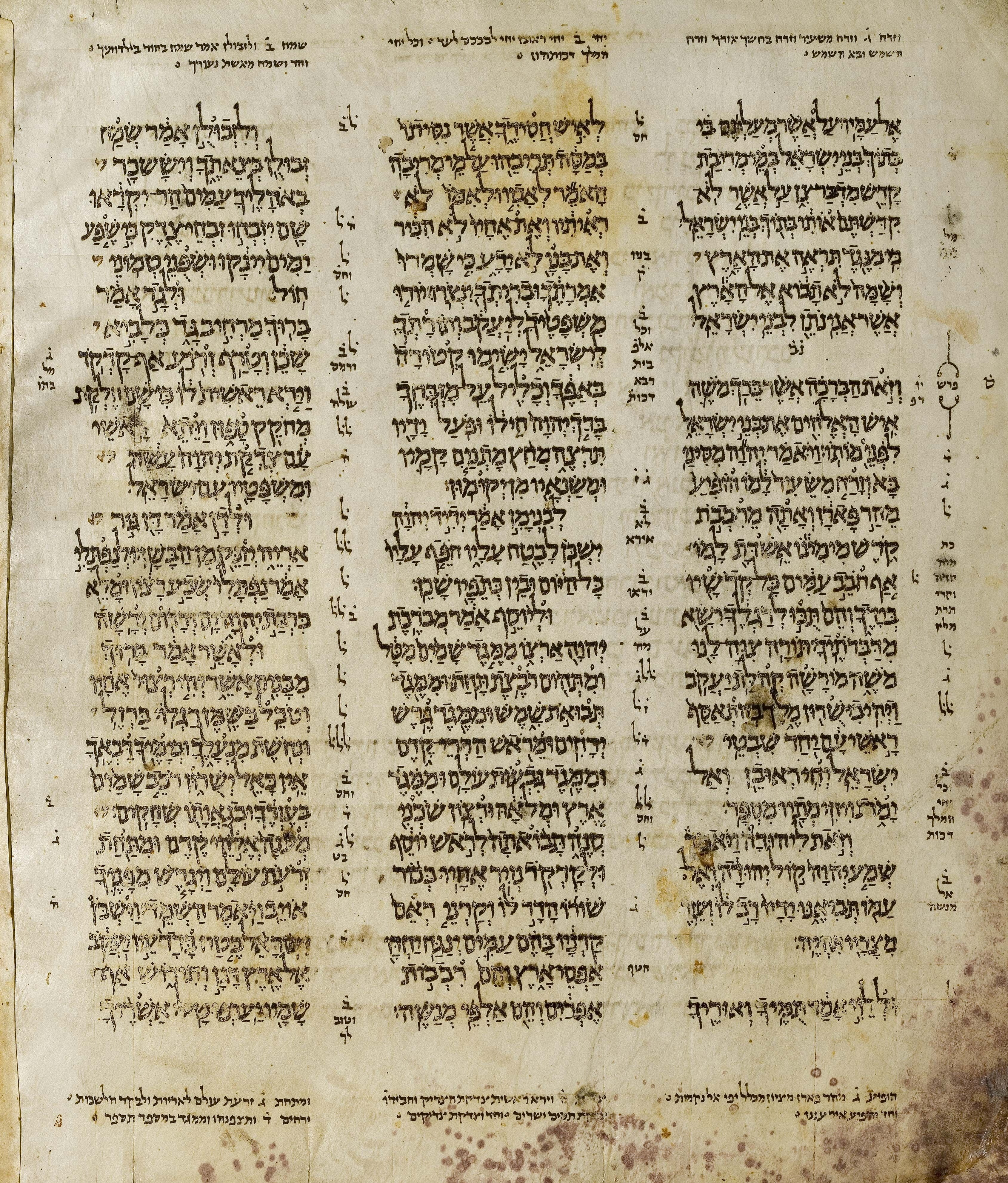
Kodeks z Aleppo – fragment Księgi Powtórzonego Prawa 32,50 – 33,29.

Kodeks z Aleppo (Codex Aleppensis, hebr. כֶּתֶר אֲרָם צוֹבָא czyt. Keter Aram Tzova) – jeden z dwóch najważniejszych rękopisów Starego Testamentu z tekstem masoreckim. Przez wiele wieków stanowił punkt odniesienia jako najdokładniejszy tekst Biblii hebrajskiej, wielokrotnie konsultowany w przypadku wątpliwości. Z powodu jego ogromnego znaczenia w języku hebrajskim jest określany jako כֶּתֶר (Keter), czyli „Korona” (arabskie taj). Druga część nazwy hebrajskiej (אֲרָם צוֹבָא) nawiązuje do miejsca jego przechowywania – Aleppo. Jest to najstarszy kompletny tekst Biblii hebrajskiej, który zachował się do czasów współczesnych. Obecnie dostępny jedynie w formie okaleczonej. W wydaniach krytycznych oznaczany zwykle literą A.
W roku 2015 kodeks został wpisany na listę UNESCO Pamięć Świata.

## Historia

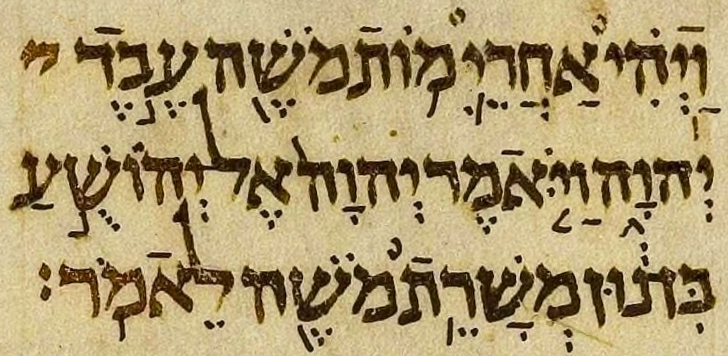
Początek Księgi Jozuego (1,1) w Kodeksie z Aleppo.

Zgodnie z kolofonem dołączonym do Kodeksu, początek jego istnienia wiąże się z osobą skryby Shlomo ben Buya, który około 920 roku skopiował tekst spółgłoskowy. Następnie około roku 930 Aaron ben Mosze ben Aszer, ostatni i najbardziej znaczący przedstawiciel rodu ben Aszerów z Tyberiady, dokonał weryfikacji tekstu, opatrzył go samogłoskami (niqqud) i akcentami (te’amim) oraz dodał masorę.

### Jerozolima
Po śmierci Aarona księgę odkupił od jego bliskich bogaty karaim, Izrael ben Simcha z Basry, który przekazał kodeks w latach 1040–1050 karaimskiej wspólnocie z Jerozolimy. Troska nad nim została powierzona braciom Joshiyahu i Hizkiyahu, religijnym liderom wspólnoty. Już wtedy obowiązywały liczne ograniczenia mające na celu ochronę kodeksu. Zarówno przedstawiciele judaizmu karaickiego, jak i rabinicznego mogli korzystać z niego jedynie w celu udzielania odpowiedzi na pytania o prawidłowe warianty tekstu, nigdy zaś do lektury czy studiów. Kodeks pozostał w Jerozolimie do końca XI wieku, a po zdobyciu Jerozolimy podczas pierwszej krucjaty w roku 1099, wraz z innymi świętymi dziełami był przetrzymywany (podobnie jak ocalali Żydzi) przez krzyżowców dla uzyskania okupu. Żydowski historyk, S. D. Goitein w 1952 roku odkrył dwa judeo-arabskie listy z genizy kairskiej, które opisują, jak mieszkańcy Aszkelonu pożyczali z Egiptu pieniądze by zapłacić za księgi. Jeden z nich, List karaickich starszych z Aszkelonu, mówi o tym, że pieniądze, pożyczone z Aleksandrii były użyte do odkupienia 230 kodeksów biblijnych, setki innych ksiąg i ośmiu zwojów Tory. Prawdopodobnie był wśród nich również ten kodeks. Odkupione dokumenty zostały przetransportowane do Egiptu na początku XII wieku. Judeo-arabskie inskrypcje na pierwszej stronie kodeksu wzmiankują, że księga została następnie przeniesiona do rabinicznej synagogi w Fustat.

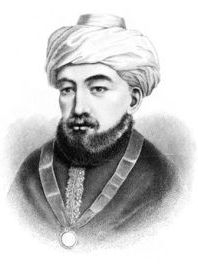
Mojżesz Majmonides – jego autorytet wpłynął znacząco na rangę Kodeksu.

### Kair
Kodeks był przechowywany w rabinicznej synagodze w Kairze, gdzie korzystał z niego Majmonides, który opisywał go jako tekst wzorcowy, któremu ufają wszyscy żydowscy uczeni. Używał go gdy spisywał dokładne reguły zapisywania zwojów Tory, zawarte w Hilchot Sefer Torah („Prawa zwoju Tory”) w jego Miszne Tora. „W tych sprawach polegam na kodeksie, obecnie znajdującym się w Egipcie, który zawiera 24 księgi Pisma, a który znajdował się przez szereg lat w Jerozolimie. Był używany jako tekst standardowy do poprawiania zwojów. Wszyscy opierali się na nim, gdyż jego korekty dokonał sam ben Aszer, który pracował nad nim przez wiele lat i wielokrotnie go poprawiał ilekroć był kopiowany”. Autorytet Majmonidesa był tak wielki, że w ciągu kilku pokoleń zasady podane przez niego w oparciu o Kodeks stały się obowiązujące w całym świecie żydowskim. Rabbi David ibn abi Zimra potwierdza, że jest to ten sam kodeks, który później został przeniesiony do Aleppo. Kodeks został przetransportowany w XIV wieku do Aleppo w północnej Syrii, gdzie zyskał współczesną nazwę. Możliwe, że przeniósł go tam jeden z potomków Majmonidesa, Dawid ben Jehoszua, w 1375 roku, kiedy udawał się z Egiptu do Syrii. Wiadomo, że zabrał ze sobą szereg manuskryptów, możliwe, że był wśród nich Kodeks.

### Aleppo
Obecność Kodeksu w Aleppo jest poświadczona od 1478 roku. Tamtejsza wspólnota strzegła Kodeksu bardzo gorliwie przez około 600 lat, przechowując go w specjalnej drewnianej skrzyni, wraz z trzema innymi manuskryptami biblijnymi. Znajdowały się one w podziemnej kaplicy synagogi, która była uważana za grotę Eliasza. Był on traktowany jako najcenniejsza własność wspólnoty – ludzie w trudnych sytuacjach modlili się przed nim, przed nim też składano przysięgi. Żywiono przekonanie, że pomyślny los miasta jest uzależniony od wypełnienia misji strzeżenia tej bezcennej księgi. Co więcej, wydaje się, że społeczność Aleppo była przekonana, że sama obecność Kodeksu w mieście ochroni je przed niebezpieczeństwem. Ślad tego przekonania jest obecny w postawie osób posiadających zaginione fragmenty Kodeksu, które traktowały je jako amulety ochronne. Na pierwszej stronie Kodeksu znajdowała się informacja o jego historii, zawierająca błogosławieństwo i przekleństwo: „Przekazany zgodnie z prawem wykupu z niewoli w Jerozolimie, Świętym Mieście, oby było odbudowane i odnowione dla zgromadzenia w Egipcie (...) Błogosławiony jest, kto go zachowuje a przeklęty jest, kto go kradnie, kto go sprzedaje i kto go oddaje w zastaw. Nigdy nie może być sprzedany ani zbezczeszczony”.
W roku 1559 Józef Karo wysłał kopię Kodeksu Mojżeszowi Isserlesowi, który na jej podstawie sporządził własny zwój Tory. W 1863 roku Aleppo odwiedził Abraham Firkovich, znany ze swojej kolekcji manuskryptów, wśród których był również Kodeks Leningradzki. Miał on pierwotnie możliwość zobaczenia Kodeksu, później jednak została mu odebrana, prawdopodobnie w trosce o ukrycie karaickiego pochodzenia manuskryptu. Ostatecznie udało mu się zdobyć kopię dodatków do tekstu Biblii zawartych w Kodeksie, która jednak nie zachowała się. Jej fragmenty znane są z korespondencji Firkovicha. Wspólnota otrzymywała z całego świata prośby o sprawdzenie różnych wariantów tekstualnych. Odpowiedzi te były zachowywane, co pozwoliło później na rekonstrukcję niektórych zaginionych obecnie fragmentów manuskryptu. Wspólnota natomiast ograniczyła możliwość bezpośredniego obejrzenia manuskryptu przez osoby spoza wspólnoty, zwłaszcza w czasach współczesnych przez naukowców. Paul Kahle w latach 20. podczas poprawiania tekstu Biblia Hebraica (BHK) próbował uzyskać fotograficzną kopię manuskryptu, lecz jego prośba została odrzucona. Skutkiem tego, w trzecim wydaniu, które ukazało się w roku 1937, jako podstawowy został użyty tekst z Kodeksu Leningradzkiego.

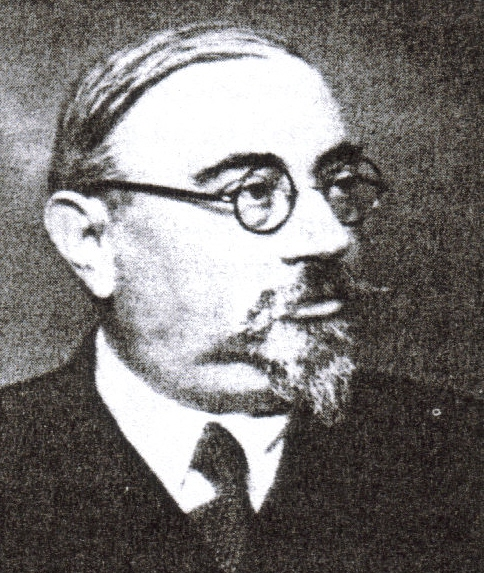
Umberto Cassuto – jeden z nielicznych współczesnych badaczy, którzy widzieli kodeks przed zniszczeniem.

Jedynym współczesnym badaczem, który uzyskał zgodę na porównanie kodeksu ze współczesną Biblią hebrajską był Umberto Cassuto z Uniwersytetu Hebrajskiego, który badał Kodeks w 1943 roku i dość szczegółowo go opisał. Miał on być przechowywany w „drewnianej skrzyni, pokrytej czerwoną skórą”. Podał on (prawdopodobnie błędnie) w wątpliwość przekonanie, że to z niego korzystał Majmonides. Potwierdził natomiast, że kodeks pochodzi z X wieku. Był on jedną z ostatnich osób, które widziały cały kodeks. Początkowo miał zamiar wykonać fotografie pierwszej części księgi, ale z powodu licznych trudności zaniechał tego pomysłu i ograniczył się jedynie do skopiowania niektórych jego części. Wśród nich znalazł się również kolofon, który dostarcza cennych informacji o historii zwoju, a który zaginął w roku 1947.

### Zamieszki
Tekst przetrwał w całości przez ponad 1000 lat, mimo że przebył długą drogę z Tyberiady do Aleppo. Owszem, czas zaznaczył swój upływ, część stron była popękana, na niektórych wyblakł lub odpadł atrament. W wieku XIX róg kodeksu został uszkodzony wskutek działania grzybów, co spowodowało, że część liter w komentarzu masoreckim stała się rozmyta. Mimo to cały tekst pozostawał czytelny. W czasach współczesnych, gdy nastroje arabsko-żydowskie stawały się coraz bardziej napięte, liczni naukowcy zdawali sobie sprawę, że Kodeks nie znajduje się w bezpiecznym miejscu. Stąd liczne prośby o jego dokładniejsze zabezpieczenie lub przeniesienie w inne miejsce. Wspólnota z Aleppo odrzuciła wszystkie te prośby, podobnie jak starania o wykonanie fotograficznej kopii Kodeksu.
1 grudnia 1947, dwa dni po decyzji ONZ o podziale Palestyny i utworzeniu państwa żydowskiego, w Aleppo wybuchły zamieszki, w wyniku których została spalona starożytna synagoga, gdzie kodeks był przechowywany. Został on odnaleziony wśród popiołu w ruinach synagogi, zaś skrzynia, gdzie był przechowywany była rozbita. W trakcie zamieszek kodeks został uszkodzony i na pewien czas zaginął. Przez 10 lat jego los pozostawał nieznany, wielu było przekonanych, że spłonął razem z 40 zwojami Tory, które były przechowywane w synagodze. 2 stycznia 1948 profesor Cassuto napisał, że Kodeks przestał istnieć. W styczniu 1958 roku został odnaleziony i przemycony z Syrii do Izraela przez Mordecai Fahama na polecenie Moshe Tawila, naczelnego rabina Aleppo, który miał również ocalić Kodeks od zniszczenia. W Izraelu został on dostarczony tamtejszemu prezydentowi Icchakowi Ben-Zwi, który powierzył go Instytutowi Ben-Zvi w Jerozolimie. Okazało się jednak, że część kodeksu uległa zniszczeniu, tak że do Izraela dotarły 294 karty spośród 487. Dokument został złożony w Sanktuarium Zwojów w Muzeum Izraela. W roku 1986 kodeks został przekazany do konserwacji, która trwała dziesięć lat. W jej trakcie wszystkie strony zostały oczyszczone, zaś miejsca, gdzie atrament wyblakł zostały uzupełnione.

## Opis
Kodeks jest zapisany obustronnie, na dobrej jakości pergaminie. Brak śladów sierści, choć nadal można odróżnić obie strony skóry po barwie i wyglądzie. Strony są złożone w ten sposób, że w każdym miejscu te same strony skóry przylegają do siebie, więc po jego otwarciu nie ma różnicy między sąsiednimi stronami. Grubość karty wynosi od 1/6 do 1/4 mm i jest typowa dla średniowiecznych manuskryptów hebrajskich ze Wschodu. Atrament użyty do sporządzenia Kodeksu ma brązowy kolor, w wielu miejscach został jednak wytarty lub odpadł, zwłaszcza z odwrotnej niż sierść strony – tego typu defekty były przedmiotem konserwacji Kodeksu, jaka miała miejsce w Muzeum Izraela. Niemal cały Kodeks jest zapisany w trzech kolumnach, z wyjątkiem fragmentów o charakterze poetyckim (np. Pieśń Debory i Baraka (Joz 5) – jedna kolumna; Księgi Hioba, Przysłów i Psalmów – dwie kolumny). Każda kolumna zawiera 28 linii tekstu. Poszczególne zbiory: Tora, Prorocy i Pisma są od siebie oddzielone pustymi kolumnami, zaś poszczególne księgi w zbiorach są oddzielone pustymi wersami – w Prorokach trzema, a w Pismach dwoma. Na koniec każdej księgi zapisana jest ilość wersów wchodzących w jej skład. Według opisu Umberto Cassuto, początkowe i końcowe strony, obecnie zaginione, były bogato zdobione. Kodeks ma rozmiary 33 na 26,5 cm.

## Zaginione fragmenty

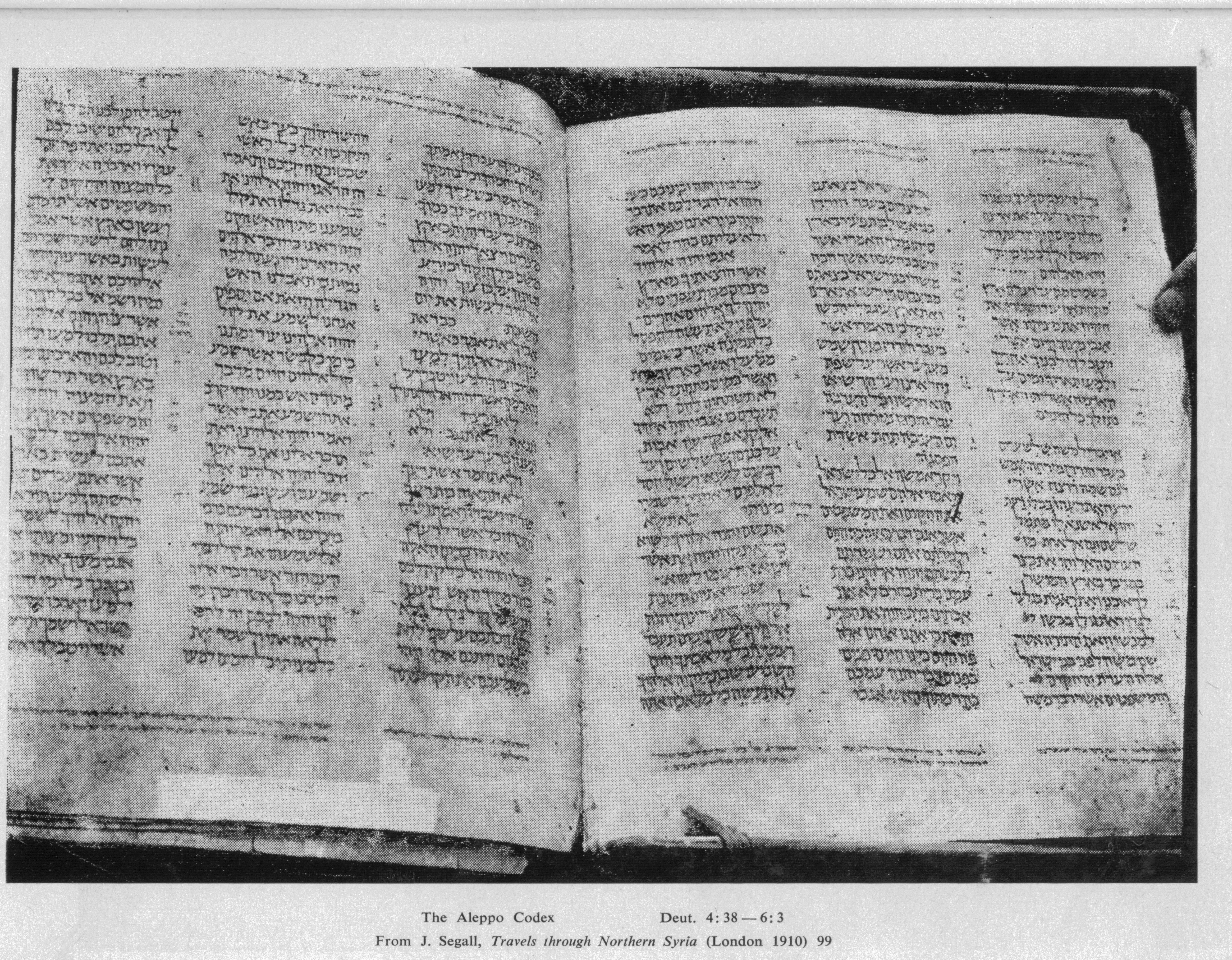
Zdjęcie zaginionej strony, zawierającej Dekalog z Księgi Powtórzonego Prawa.

Zaginione fragmenty kodeksu są przedmiotem nieustannych kontrowersji: przez długi czas żywiono przekonanie, że uległy one spaleniu, lecz badania naukowców zdają się wskazywać, że ogień nie dosięgnął samego zwoju, zaś ciemne ślady na jego brzegach są spowodowane działaniem grzybów. Z tego powodu niektórzy badacze zarzucają członkom wspólnoty żydowskiej kradzież zaginionych fragmentów i przechowywanie ich w ukryciu. Sam Sabbagh, posiadacz skrawka kodeksu zawierającego fragment Księgi Wyjścia twierdzi, że widział wiele fragmentów tekstu, rozrzuconych na podłodze synagogi. Powstało już szereg hipotez usiłujących określić dalszy los zaginionych fragmentów. Dwa zaginione fragmenty zostały odnalezione, jeden w roku 1982, a drugi w 2007, co stwarza nadzieję, że również pozostałe części kodeksu przetrwały zamieszki w 1947 roku. Instytut Ben-Zvi prowadzi nieustanne zabiegi mające na celu odnalezienie brakujących fragmentów.
Jedna z zaginionych kart ze środka kodeksu, fragment Księgi Kronik (2 Krn 35,7 – 36,19), znalazł po pożarze w synagodze mieszkaniec Aleppo i podarował swojej matce. Gdy po pewnym czasie wyemigrowali do USA, karta towarzyszyła rodzinie jako amulet ochronny. W grudniu 1982 roku została przywieziona do Jerozolimy i dołączona do reszty kodeksu. Mały fragment 8 rozdziału Księgi Wyjścia został również zabrany przez jednego z mieszkańców Aleppo po zamieszkach, zaś w roku 2007 został przekazany Instytutowi Ben-Zvi. Zawiera on między innymi słowa „Wypuść lud mój, aby mi służył”, jakie Mojżesz skierował do faraona. Również ten fragment tekstu przez 60 lat był traktowany przez właściciela jako amulet ochronny.

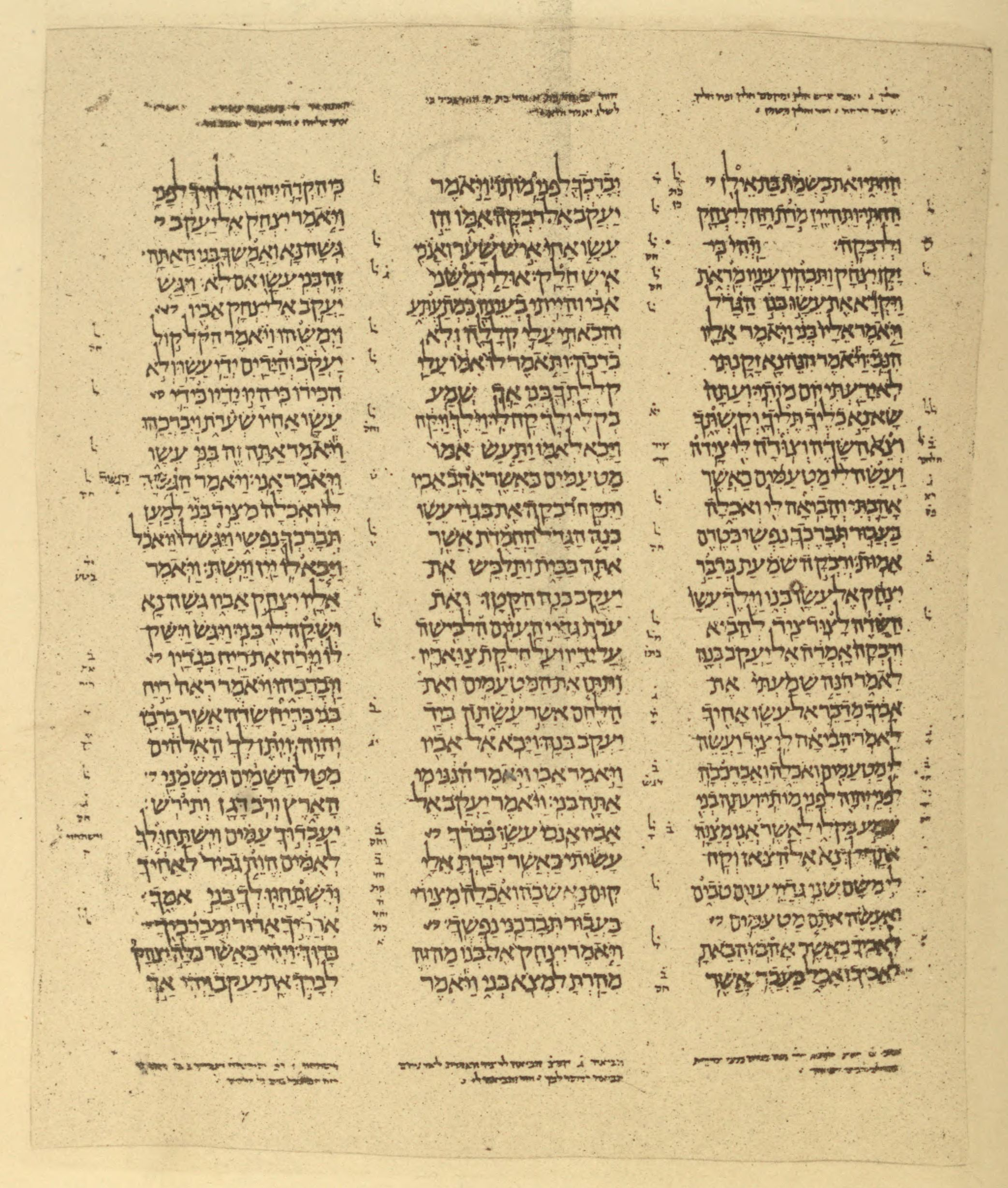
Zdjęcie zaginionej strony, zawierającej fragment Księgi Rodzaju.

Istnieją ponadto dwie fotografie, na których widoczne są trzy zaginione stronice kodeksu. Pierwsza z nich, zawierająca fragment Księgi Rodzaju (Rdz 26,35 – 27,30) została wykonana pod koniec XIX wieku, opublikowana została w 1887 roku w książce Williama Wickes’a A Treatise on the Accentuation of the Twenty-One So-Called Prose Books of the Old Testament. Druga, obejmująca dwie strony przedstawia Dekalog zawarty w Księdze Powtórzonego Prawa i pochodzi z książki Josepha Segalla Travels through Northern Syria wydanej w 1910 roku.

### Próby rekonstrukcji
Uznanie jakim kodeks cieszył się przez wiele wieków i jego znaczenie sprawiły, że rekonstrukcja zaginionych fragmentów stała się możliwa na podstawie świadectw badaczy, którzy mieli styczność z kodeksem przed jego zniszczeniem. Najstarszym tego typu świadectwem jest manuskrypt Sassoon 1053, który w masorze dotyczącej imion książąt w Księdze Liczb wprost odwołuje się do dzieła Aarona ben Aszera. Pod koniec XVI wieku Yishai ben Amram ha-Cohen Amadi dokonał korekty tekstu Tory na podstawie Kodeksu z Aleppo. Jego zapiski zostały odnalezione i umożliwiły rekonstrukcję niektórych fragmentów Pięcioksięgu, zwłaszcza kantyku z 15 rozdziału Księgi Wyjścia. Umberto Cassuto podczas swoich badań nad kodeksem w 1943 roku znalazł listę jedenastu różnic pomiędzy zwojami Tory jakie znajdowały się w Aleppo a kodeksem. Dzięki niej możliwe jest niemal pewne określenie całego tekstu Tory. W 1850 roku aszkenazyjski rabbi Ya’akov Sapir sporządził listę ponad 500 uwag co do tekstu Biblii, którą przesłał do Aleppo w celu określenia ich słuszności. Lista zachowała się do naszych czasów i pozwoliła na określenie szeregu wariantów zawartych w zaginionych fragmentach. W 1987 roku została odnaleziona Biblia, której właścicielem był Shalom Shakhna Yellin, zawierająca na marginesach szereg wątpliwości dotyczących właściwego tekstu, które zostały rozstrzygnięte na podstawie Kodeksu z Aleppo przez Joshuę Kimhi. W odkrytym niedawno archiwum Izaaka Seligmana Baera znaleziono kopię komentarza masoreckiego, jaki znajdował się na początku i na końcu Kodeksu.
Część tekstu można zrekonstruować na podstawie treści masory zawartej w ocalałej części kodeksu, gdyż zawiera ona również odniesienia do poprawnej pisowni danego wyrazu w innych miejscach Biblii. Druga metoda rekonstrukcji to analiza manuskryptów z X-XI wieku, które mają podobną pisownię jak Kodeks z Aleppo. Połączenie wszystkich dostępnych metod i świadectw zewnętrznych pozwala na uzyskanie zadowalającej rekonstrukcji zaginionych fragmentów, co umożliwia publikację kompletnej Biblii hebrajskiej.

## Zawartość

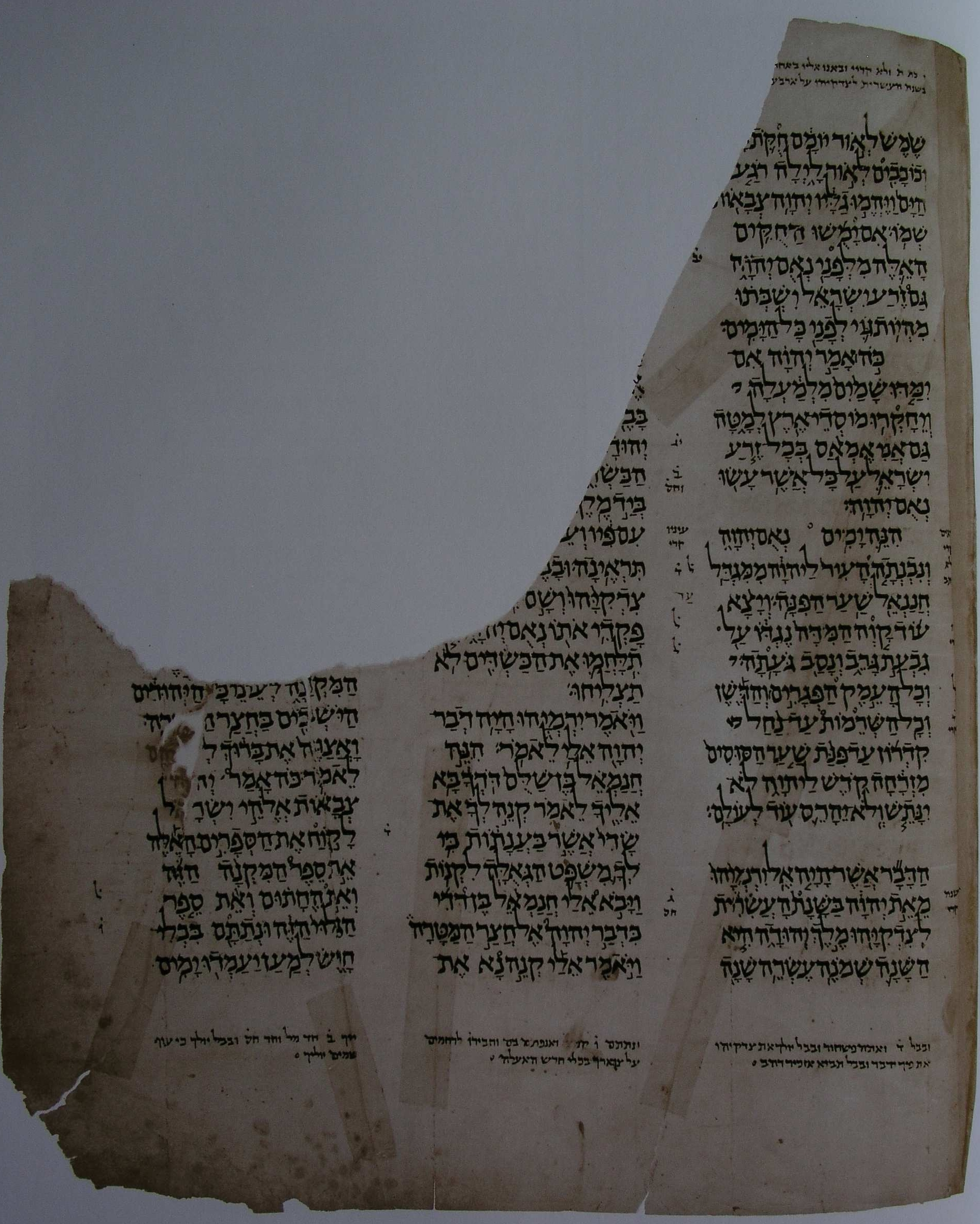
Facsimile uszkodzonej strony zawierającej fragment Księgi Jeremiasza.

Tyberiadzka tradycja obecna w Kodeksie z Aleppo, zbliżona do tej w Kodeksie Leningradzkim, jest bardzo podobna do manuskryptów sefardyjskich. Tora i Prorocy (Newi’im) pojawiają się w tej samej kolejności co w większości drukowanych Biblii hebrajskich. Pisma (Ketuwim) w Kodeksie z Aleppo mają następującą kolejność: Księgi Kronik, Psalmów, Hioba, Przysłów, Rut, Pieśń nad pieśniami, Księga Koheleta, Lamentacje Jeremiasza, Księga Estery, Księga Daniela, Księgi Ezdrasza i Nehemiasza.
W obecnie istniejącej wersji tekstu brak pierwszych siedmiu kart, zawierających komentarz gramatyczny, następnie brak 118 kart, zawierających niemal całą Torę. Pozostał jedynie liczący 11 stron fragment Księgi Powtórzonego Prawa, rozpoczynający się od ostatniego słowa z Pwt 28, 17 – וּמִשְׁאַרְתֶּךָ („i dzieża twoja”). Prorocy następują w normalnym porządku, choć brak jest następujących fragmentów:
- 2 Krl 14, 21 – 18,13 – trzy karty kodeksu
- Jr 29,9 – 31,34 – trzy karty kodeksu, kolejna jest w dużej części uszkodzona
- trzy karty zawierające księgi proroków mniejszych: od Am 8,13 do końca, cała Księga Abdiasza i Księga Jonasza oraz początek Księgi Micheasza do 5,1.
- zakończenie proroków mniejszych (cztery strony): końcówka Księgi Sofoniasza, cała Księga Aggeusza i Księga Zachariasza do 9,17.

Następnie znajdują się Pisma, lecz obecnie istniejący tekst urywa się na słowach בְּנוֹת צִיּוֹן („córki Syjonu”) z Pieśni nad Pieśniami 3, 11. Brakuje więc ksiąg Koheleta, Lamentacji, Estery, Daniela, Ezdrasza i Nehemiasza. Ponadto brak jest dwóch kart, zawierających fragment Księgi Psalmów od 15,1 do 21,1. Brak również stron zamykających kodeks, zawierających dalsze komentarze masoretów.

## Tekst kodeksu

### Zestawienie z innymi manuskryptami
Tekst zawarty w Kodeksie z Aleppo wykazuje bardzo duże podobieństwo do tekstów przedmasoreckich, zawartych między innymi w zwojach znalezionych w Qumran
Szereg manuskryptów z rodziny tyberiadzkiej jest określanych jako zbliżone do Kodeksu z Aleppo – pochodzą one zwykle z X lub XI wieku. Mają bardzo zbliżoną pisownię, wokalizację i komentarze masoreckie. Najbardziej znanym jest z całą pewnością Kodeks Leningradzki, który był prawdopodobnie poprawiany na podstawie Kodeksu z Aleppo. Stąd też próby rekonstrukcji zaginionych fragmentów Kodeksu zwykle w dużej mierze bazują na tej wersji tekstu. Inne istotne manuskrypty z tej rodziny to przechowywany w Muzeum Brytyjskim manuskrypt MS Or. 4445, starszy od Kodeksu z Aleppo, lecz zawierający jedynie Pięcioksiąg oraz kodeks Proroków pochodzący z Kairu, datowany na rok 895, przypisywany Mojżeszowi ben Aszerowi, ojcu twórcy Kodeksu z Aleppo. Istnieją również resztki dwóch manuskryptów, które są określane jako bardzo bliskie Kodeksowi z Aleppo, które mogą pochodzić od samego Aarona ben Aszera.

### Hataf hiriq
Charakterystyczną cechą kodeksu z Aleppo jest występowanie w niej samogłoski hataf hiriq, która ma postać szewa złożonego (szewa + hiriq). Prawdopodobnie wymawiana jako krótkie i. Występuje przynajmniej w trzech miejscach w Kodeksie i nigdzie poza nim. W dwóch miejscach Kodeksu, gdzie paralelnie występuje hataf hiriq, samogłoska jest niejasna. Prawdopodobnie znajdował się tam również ten znak, lecz atrament w miejscu trzeciej kropki odpadł od pergaminu.
| Lokalizacja  | Tekst spółgłoskowy | Tekst w Kodeksie z Aleppo | Tekst w Kodeksie Leningradzkim | Uwagi                              |
| ------------ | ------------------ | ------------------------- | ------------------------------ | ---------------------------------- |
| 1 Krl 17, 11 | לקחי־נא            |                           | לִקְחִי־נָא                        |                                    |
| Ps 14, 1     | השחיתו             |                           | הִשְׁחִיתוּ                         | por. Ps 53, 2                      |
| Ps 53, 2     | והתעיבו            |                           | וְהִתְעִיבוּ                        | por. Ps 14, 1                      |
| Ps 14, 1     | התעיבו             |                           | הִתְעִיבוּ                         | niejasna samogłoska, por. Ps 53, 2 |
| Ps 53, 2     | השחיתו             |                           | הִשְׁחִיתוּ                         | niejasna samogłoska, por. Ps 14, 1 |

## Mały Kodeks z Aleppo
W synagodze w Aleppo były przechowywane jeszcze trzy inne kodeksy. Jeden z nich, określany często terminem Mały Kodeks został spisany prawdopodobnie w 1341 roku we Włoszech przez aszkenazyjskiego pisarza. Jego główną część stanowi Tora z samogłoskami i znakami akcentowymi oraz tłumaczeniem aramejskim. Pomiędzy kolumnami tekstu znajduje się masora, a na górze i na dole strony komentarz Rashiego. Charakterystyczną cechą kodeksu jest dodatkowy tekst Pięcioksięgu, napisany małą czcionką, bez wokalizacji i akcentów – służył prawdopodobnie jako pomoc przy nauce odczytywania zwojów Tory. Ponadto kodeks ten zawiera Księgę Pieśni nad Pieśniami z komentarzem, Księgi pięciu megilot, fragmenty z Proroków odczytywane w synagogach podczas nabożeństw i midrasz do masory.

## Znaczenie
Kodeks z Aleppo jest jednym z najstarszych manuskryptów, które zawierały cały tekst Biblii hebrajskiej. Jego znaczenie jest tym większe że, zgodnie z wielowiekową tradycją, potwierdzoną współczesnymi badaniami, jest to jeden z najdokładniejszych kodeksów. Wiele elementów akcentowania, zawartych w Kodeksie z Aleppo, zgodnych z najbardziej rygorystycznymi zasadami, wraz z upływem czasu przestało być używanych w rękopisach. Jako przykład precyzji masoretów przywoływane są błędy związane z pełną (scriptio plena) lub uproszczoną (scriptio defectiva) pisownią samogłosek w zbiorze Proroków. W Kodeksie Leningradzkim takich błędów jest ponad 250, w Kodeksie Proroków z Kairu około 130, a w Kodeksie z Aleppo zaledwie dwa. Izrael Yeivin, na podstawie studiów nad tekstem i masorą Kodeksu, jest przekonany, że zawiera on nie więcej jak 50 błędów.
W XIX wieku powstało kilka zwojów zawierających tekst Proroków z podziałem na sekcje otwarte i zamknięte, opartym na Kodeksie z Aleppo. Stanowiło to rozszerzenie polecenia Majmonidesa, by zwoje Tory dzielić zgodnie z tym Kodeksem. Zwoje te zostały dostrzeżone po odnalezieniu Kodeksu z Aleppo w Jerozolimie. W roku 1995 wybuchło szereg kontrowersji w ortodoksyjnych kręgach dotyczących prawidłowego sporządzania zwoju Proroków – zadawano sobie pytanie, czy tekst Kodeksu z Aleppo także w tym zakresie jest miarodajny.

## Współczesne wydania

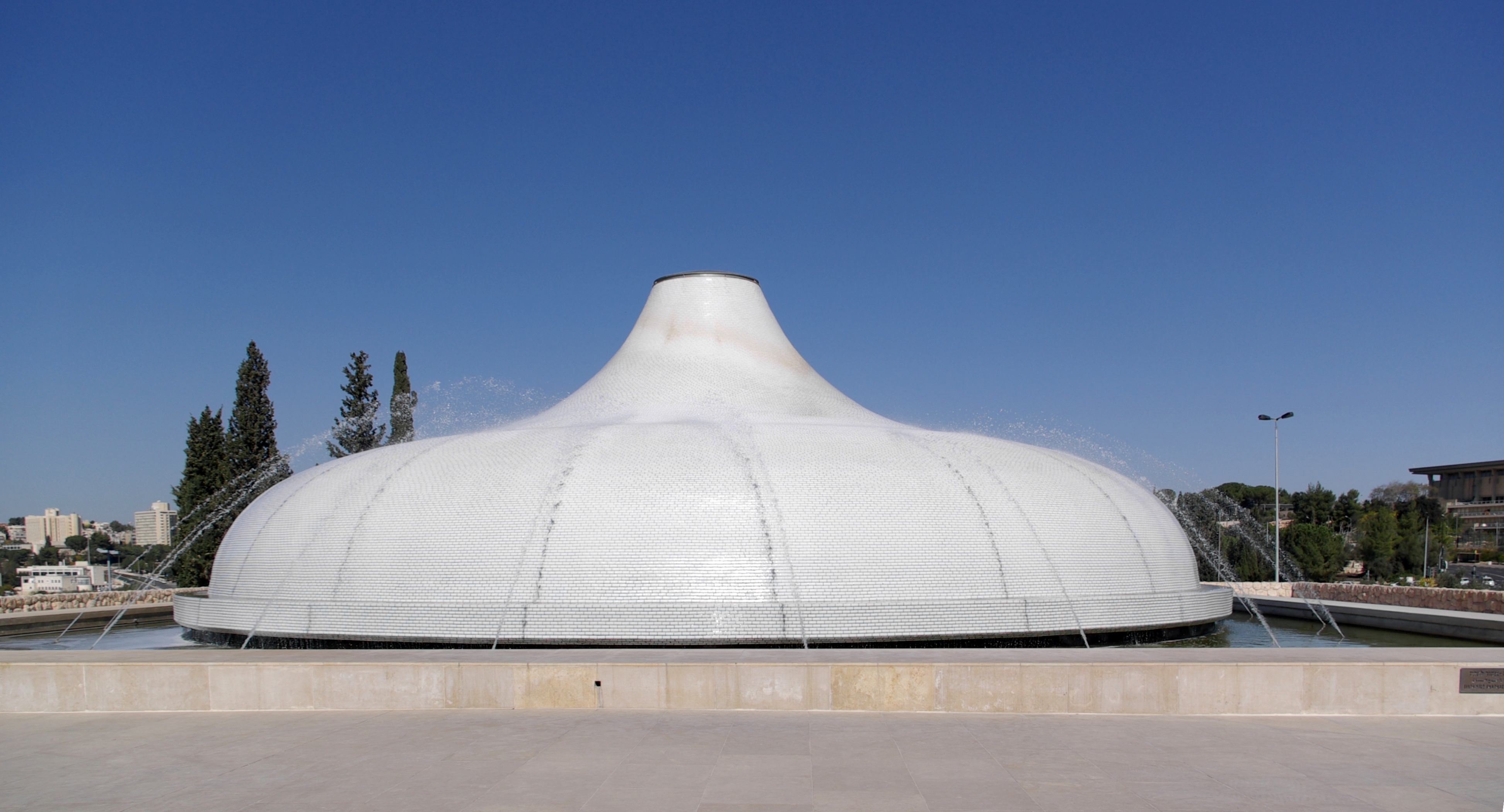
Sanktuarium Zwojów – miejsce przechowywania Kodeksu z Aleppo.

Obecnie istnieje kilka kompletnych lub częściowych wydań Biblii hebrajskiej opartej na Kodeksie z Aleppo. Zawierają one rekonstrukcje zaginionego tekstu w oparciu o metodę Breuera i biorą pod uwagę wszystkie dostępne historyczne świadectwa mówiące o zawartości Kodeksu.
Pierwszym projektem mającym na celu krytyczne wydanie Biblii hebrajskiej na podstawie Kodeksu z Aleppo jest Hebrew University Bible Project. Do tej pory, ukazały się trzy księgi: Izajasza (1995), Jeremiasza (1997) i Ezechiela (2004). Zawierają one tekst i komentarze masoreckie zawarte w kodeksie. Ponadto tekst jest wyposażony w aparat krytyczny, podzielony na cztery części. Pierwsza obejmuje świadectwa zawarte w najważniejszych przekładach, druga odwołuje się do zbiorów qumrańskich i literatury rabinicznej, a trzecia do rękopisów średniowiecznych, w tym Kodeksu Leningradzkiego i Kodeksu Kairskiego. Czwarty aparat, umieszczony na marginesie, zestawia warianty ortograficzne i akcentowe.
W 1976 roku zostało wydane fotograficzne faksymile Kodeksu, co umożliwiło jego badanie przez szerokie grono uczonych.
Mordechai Breuer jako rezultat swoich prac opublikował kompletną Biblię hebrajską, która została wydana dwukrotnie. Po raz pierwszy przez Rav Kook Institute w latach 1977 (Tora), 1979 (Prorocy) i 1982 (Pisma). W jednym tomie Biblia ukazała się w roku 1989. Drugie wydanie na podstawie jego pracy, poszerzonej o nowe badania przygotowało Horev Publishers, po raz pierwszy ukazało się w 1996 roku.
W 1992 roku Bar-Ilan University Press rozpoczęło publikację Biblii z komentarzem, zatytułowanej Mikra’ot Gedolot „Haketer” opartej na Kodeksie z Aleppo i zawierającej wielką i małą masorę w nim zawartą.
Jednym z najpopularniejszych wydań Biblii hebrajskiej, opartych na Kodeksie z Aleppo jest Jerusalem Crown: The Bible of the Hebrew University of Jerusalem z 2000 roku. Również to wydanie korzysta z metody Breuera, zaś układ tekstu w tym wydaniu jest wzorowany na tym, który znajduje się w Kodeksie.
W Internecie na stronach Mechon Mamre dostępna jest Biblia hebrajska online w oparciu o Kodeks z Aleppo i inne zbliżone manuskrypty. Istnieje w kilku wersjach, dostępne jest także równoległe tłumaczenie na język angielski, francuski, portugalski i hiszpański.

### Wydania tekstu
- Aaron ben Moses Ben-Asher: The Aleppo Bible Codex: provided with massoretic notes and pointed by Aaron Ben Asher; [edited by Moshe H. Goshen-Gottstein]. Jerusalem: Magnes Press, 1976. ISBN 965-223-568-7. Brak numerów stron w książce
- The Hebrew University Bible. The Book of Isaiah. Moshe H Goshen-Gottstein (red.). Jerusalem: Magnes Press, 1995. ISBN 965-223-905-4. Brak numerów stron w książce
- The Hebrew University Bible. The Book of Jeremiah. Chaim Rabin, Shemaryahu Talmon, Emanuel Tov; (red.). Jerusalem: Magnes Press, 1997. ISBN 965-223-933-X. Brak numerów stron w książce
- The Hebrew University Bible. The Book of Ezekiel. Shemaryahu Talmon, Galen Marquis, Moshe Goshen-Gottstein (red.). Jerusalem: Magnes Press, 2004. ISBN 965-493-186-9. Brak numerów stron w książce
- Keter Yerushalayim: Tanakh ha-Universiṭah ha-ʻIvrit bi-Yerushalayim. Mordechai Breuer et al. (red.). Jerusalem: N. Ben Zvi Publishing, 2000. ISBN 965-90642-1-7. Brak numerów stron w książce

### Opracowania
- Raymond E. Brown, D.W. Johnson, Kevin G. O’Conell: Tekst i przekłady Pisma Świętego. W: Katolicki Komentarz Biblijny. Raymond E. Brown, Joseph A. Fitzmyer, Roland E. Murphy (red.). Warszawa: Oficyna Wydawnicza „Vocatio”, 2004, s. 1660–1708. ISBN 83-7146-080-5.
- Antoni Tronina: Tekst Pisma Świętego. W: Wstęp ogólny do Pisma Świętego. Jan Szlaga (red.). Poznań-Warszawa: Pallotinum, 1986, s. 150–183. ISBN 83-7014-036-X.
- Yosef Ofer: The History and Authority of the Aleppo Codex. W: Jerusalem Crown: The Bible of the Hebrew University of Jerusalem. Companion Volume. Jerusalem: 2000, s. 25–50. ISBN 965-90642-1-7. (wersja online).